# وست وایومیسینگ (پنسیلوانیا)
وست وایومیسینگ (به انگلیسی: West Wyomissing) یک منطقهٔ مسکونی در ایالات متحده آمریکا است که در پنسیلوانیا واقع شده‌است. وست وایومیسینگ ۳٬۴۰۷ نفر جمعیت دارد.